# Pietà (Le Brethon)

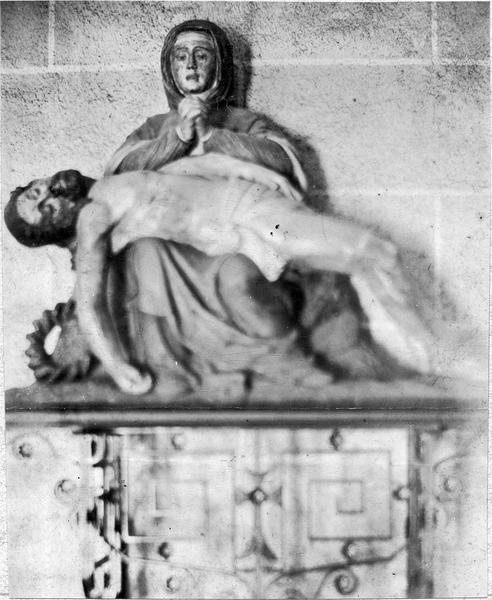
Pietà in Le Brethon

Die Pietà in der Kirche St-Pierre in Le Brethon, einer französischen Gemeinde im Département Allier der Region Auvergne-Rhône-Alpes, wurde im 15. Jahrhundert geschaffen. Im Jahr 1929 wurde die Pietà als Monument historique in die Liste der denkmalgeschützten Objekte (Base Palissy) in Frankreich aufgenommen.
Die 75 cm hohe und 95 cm breite Skulpturengruppe aus Stein ist farbig gefasst. Sie zeigt Maria mit dem Leichnam Jesu auf den Knien. Maria hat ihre Hände zum Gebet gefaltet.